# II bitwa pod Sokalem
II bitwa pod Sokalem – stoczona w czerwcu 1716 roku pomiędzy wojskami konfederatów tarnogrodzkich a armią saską Augusta II. Bitwa zakończona zwycięstwem oddziałów konfederatów. Po zwycięstwie pod Sokalem i zajęciu Lwowa wojska Saskie pod dowództwem  Fleminga  wycofały się pod Gołąb. W ślad za Sasami konfederaci tarnogrodzcy przesunęli swe siły pod Łęczną.